# Kurzweil Music Systems
Kurzweil Music Systems - это Американская компания, которая производит электронные музыкальные инструменты. Она была основана инноватором Рэймондом Курцвейлом, музыкантом Стиви Уандером и программистом Брюсом Чихоуласом в 1982 году.

## История компании
В 1983 году был выпущен первый инструмент - K250.
В 1990 году компания была приобретена компанией Young Chang, южнокорейского производителя пианино и промышленного деревообрабатывающего оборудования. Young Chang, в свою очередь, в 2006 году приобретена Hyundai Development Company.
В 2007 году Рэймонд Курцвейл вернулся в компанию как директор по стратегии.

## Продукты
Основная продукция компании - клавишные инструменты, однако, также выпускается множество связанных продуктов по концепции White Label.

### Синтезатор K250
Несмотря на дороговизну и технические ограничения, K250 считается первой коммерчески успешной попыткой эмуляции звука рояля.
Позднее была выпущена версия 250RMX в формате для телекоммуникационной стойки.

### Синтезатор K150
Цифровой аддитивный синтезатор, выпущенный в 1986 года только в формате для стойки. 

### Синтезаторы серии K1xxx
Инструменты K1000 и K1200 (клавишные и стоечные) были спроектированы для донесения библиотеки звуков, созданной для K250, до массового сегмента музыкантов. В отличие от K250, в инструментах нет функции семплирования.
Модели серии:
1. 1000PX - фортепиано
2. 1000SX - струнные
3. 1000HX - медные и деревянные духовые
4. 1000GX - электро- и бас-гитары

Последующие модели серии 1200 были аналогичны 1000, но с расширенным набором семплов - PX+SX, SX+HX, HX+GX.

### Синтезаторы серии K2xxx

#### K2000
В 1991 году был представлен K2000. В нём впервые был представлен Variable Architecture Synthesis Technology (V.A.S.T.) engine - движок технологии синтеза переменной архитектуры.
Серия была представлена 4 моделями:
1. K2000 - 61-клавишная версия
2. K2000S - K2000 + опция семплирования
3. K2000R - стоечная версия
4. K2000RS - K2000R + опция семплирования

#### K2500
В 1996 году вышла значительно улучшенная серия K2500, состоящая из моделей:
1. K2500 - 76-клавишная версия
2. K2500X - 88-клавишная версия
3. K2500S - 76-клавишная версия + опция семплирования
4. K2500XS - 88-клавишная версия + опция семплирования
5. K2500R - стоечная версия + опция семплирования
6. K2500RS - стоечная версия + опция семплирования
7. K2500AES - Audio Elite System. Ограниченная (6 штук) версия K2500XS, с завода расширенная всеми возможными опциями и в оригинальном корпусе

Среди улучшений K2500 относительно K2000:
1. Расширение полифонии с 24 голосов до 48
2. Расширение максимальной оперативной памяти для загружаемых семплов с 64 до 128 мегабайт
3. Опциональный ленточный контроллер
4. Вход для духового контроллера
5. KDFX - опциональное расширение эффектов, которое значительно улучшает качество и возможности эффектов
6. Режим расширенной эмуляции органа KB3

#### K2600
В 1999 году вышла значительно улучшенная серия K2600. Наполнение серий моделями аналогично K2500:
1. K2600 - 76-клавишная версия
2. K2600X - 88-клавишная версия
3. K2600S - 76-клавишная версия + опция семплирования
4. K2600XS - 88-клавишная версия + опция семплирования
5. K2600R - стоечная версия + опция семплирования
6. K2600RS - стоечная версия + опция семплирования

Среди улучшений K2600 относительно K2500:
1. Расширение ROM-памяти с 8 до 12 мегабайт. Новая память используется для новых волновых форм рояля
2. Эффекты KDFX доступны с завода, а не в виде опции

В 2004 году была представлена модель K2661 - 61-клавишная версия K2600, со встроенными расширениями ROM-памяти ROM1 Оркестровые и ROM2 Современные. Так количество волновых форм доведено до 32 мегабайт. При этом осталась возможность дополнить палитру звуков платами расширения ROM3 Динамическое стерео фортепиано и ROM4 Винтажные электрические клавишные.
В 2008 году вся серия K26XX была снята с производства в пользу новой сервии PC3.

#### K2700
13 лет компания не выпускала синтезаторы серии K. Во многом серия это связано с актуальностью серии PC3, у которых движок V.A.S.T. сравним по возможностям с серии K.
В 2021 году компания представила модель K2700.

### Синтезаторы серии PC
Серия PC (performance controller) изначально задумывалась больше как MIDI-контроллер, чем профессиональный синтезатор.
Весной 2008 года компания выпустила серию PC3, в которой отошла от идеи, что это упрощенные модели серии K. Синтезаторы включали движок V.A.S.T. взятый за основу из K2600, но дополенный и улучшенный - новые возможности, новые алгоритмы, виртуально-аналоговый синтез, секвенсор, мощный процессор эффектов (основанный на модели процессора эффектов Kurzweil KSP-8 и в целом качественно улучшенный фабричные звуки.
Таким образом, единственные возможности, которые отсутствовали в PC3 относительно K2600 - семплирование и возможность загружать пользовательские семплы.
В 2013 году компания выпустила серию PC3K, в которой появилась возможность загружать пользовательские семплы и была установлена планка памяти на 128 мегабайт.
В 2014 году компания выпустила серию PC3A, в которой были установлены расширение ROM: Kore 64 и немецкое German D Grand. Так как в серии PC3 заложено 2 слота под расширения, то память для семплов была недоступна.

### Студийное аксессуары
Компания производит наушники, педали, клавишные стойки, сумки для переноски клавишных инструментов и другие аксессуары.

## Название компании и фамилия основателя
Kurzweil - немецкая фамилия, состоящая из двух слов:
1. kurz - короткий
2. weil - потому что

Также можно перевести как "короткое время".